# Collings Lakes
Collings Lakes ist eine Stadt innerhalb des Buena Vista Townships im Atlantic County, New Jersey, Vereinigte Staaten. Bei der Volkszählung von 2000 wurde eine Bevölkerungszahl von 1.726 registriert.

## Geographie
Nach dem United States Census Bureau hat die Stadt eine Gesamtfläche von 1,8 km², wovon 1,7 km² Land und 0,1 km² (5,63 %) Wasser ist.

## Demographie
Nach der Volkszählung von 2000 gibt es 1.726 Menschen, 564 Haushalte und 463 Familien in der Stadt. Die Bevölkerungsdichte beträgt 994,6 Einwohner pro km². 88,76 % der Bevölkerung sind Weiße, 4,11 % Afroamerikaner, 0,29 % amerikanische Ureinwohner, 0,29 % Asiaten, 0,00 % pazifische Insulaner, 4,58 % anderer Herkunft und 1,97 % Mischlinge. 8,52 % sind Latinos unterschiedlicher Abstammung.
Von den 564 Haushalten haben 39,7 % Kinder unter 18 Jahre. 61,7 % davon sind verheiratete, zusammenlebende Paare, 13,8 % sind alleinerziehende Mütter, 17,9 % sind keine Familien, 13,1 % bestehen aus Singlehaushalten und in 4,8 % Menschen sind älter als 65. Die Durchschnittshaushaltsgröße beträgt 3,06, die Durchschnittsfamiliengröße 3,29.
28,2 % der Bevölkerung sind unter 18 Jahre alt, 9,0 % zwischen 18 und 24, 31,4 % zwischen 25 und 44, 24,5 % zwischen 45 und 64, 6,9 % älter als 65. Das Durchschnittsalter beträgt 34 Jahre. Das Verhältnis Frauen zu Männer beträgt 100:100,2, für Menschen älter als 18 Jahre beträgt das Verhältnis 100:95,9.
Das jährliche Durchschnittseinkommen der Haushalte beträgt 51.042 USD, das Durchschnittseinkommen der Familien 51.083 USD. Männer haben ein Durchschnittseinkommen von 36.346 USD, Frauen 25.924 USD. Der Prokopfeinkommen der Stadt beträgt 17.903 USD. 8,6 % der Bevölkerung und 6,3 % der Familien leben unterhalb der Armutsgrenze, davon sind 16,0 % Kinder oder Jugendliche jünger als 18 Jahre und 8,5 % der Menschen sind älter als 65.